# Cause della guerra di successione spagnola

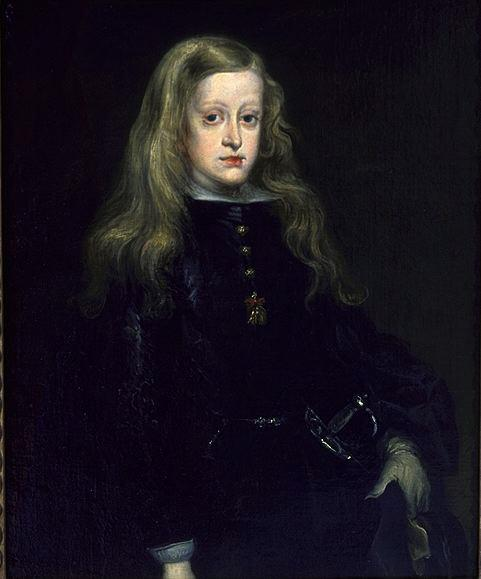
Carlo II d'Asburgo

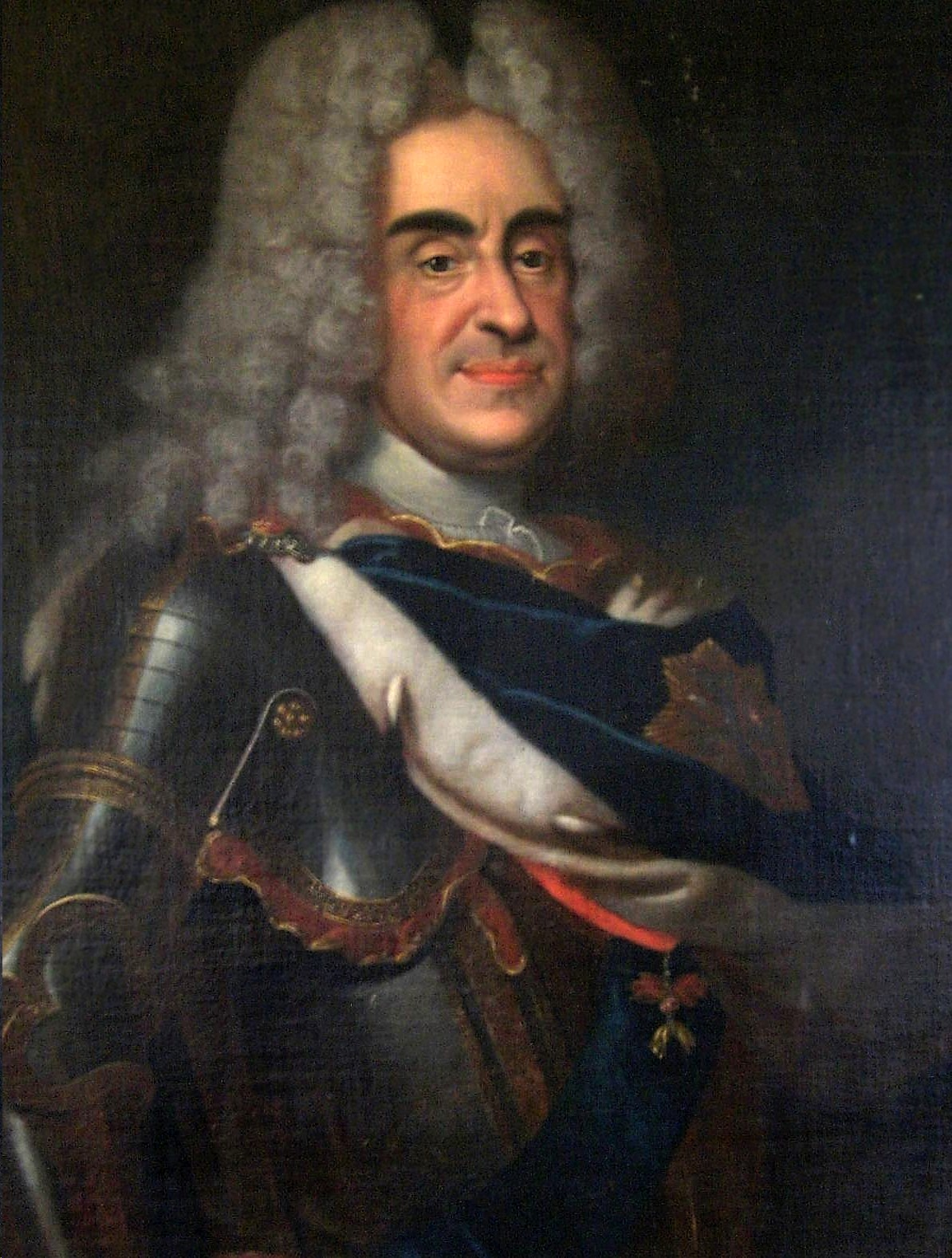
Federico Augusto I di Sassonia

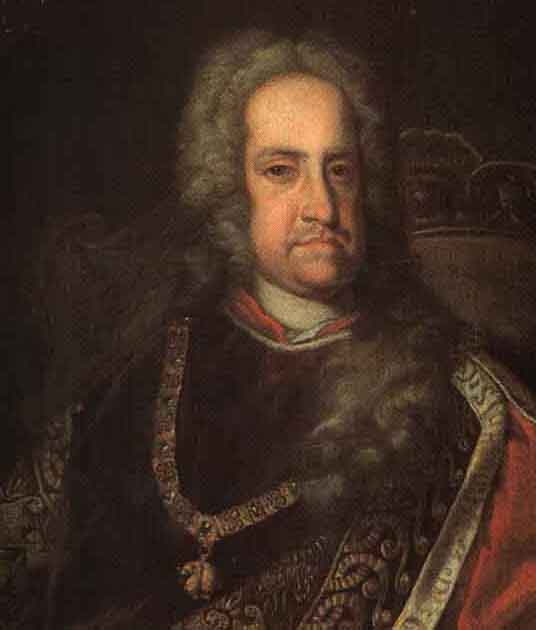
Carlo VI d'Asburgo

L'Europa della prima metà del secolo XVIII fu investita da tre importanti vicende che segnarono profondamente l'equilibrio tra le grandi potenze presenti sul continente. L'esito di queste vicende produsse notevoli sconvolgimenti nei rapporti di forza tra le nazioni, tali da ridisegnare completamente l'equilibrio politico-militare nato in Europa con la Pace di Cateau Cambrésis, faticosamente sottoscritta nell'anno 1559 a conclusione dei conflitti tra la Francia e l'Impero.

## Prologo
Le vicende cui ci si riferisce, sono legate tutte alle successioni di uno fra i più importanti troni d'Europa. Nell'anno 1700, infatti, moriva, senza figli, il re di Spagna Carlo II d'Asburgo, anche re delle Indie, di Napoli, di Sicilia, di Sardegna, dei Paesi Bassi e duca di Borgogna e di Milano.
Per poter assicurare la successione furono combattute tre guerre, lunghe e sanguinose. I circa 150 anni che separarono la pace di Cateau Cambrésis (che nel 1559 pose fine alle guerre d'Italia) dalla morte di Carlo II d'Asburgo, erano stati caratterizzati dal predominio politico, economico e militare della Spagna, che essa esercitò ininterrottamente su tutta l'Europa, sostenuta anche dalle corpose rendite provenienti dai possedimenti d'oltre-atlantico. Il predominio della Spagna era stato possibile sia perché l'Impero era comunque nelle mani degli Asburgo sia perché l'Inghilterra era disimpegnata dalle vicende dell'Europa continentale, afflitta com'era da problemi interni legati anche e soprattutto al difficile rapporto tra monarca e parlamento. Questo difficile rapporto, altamente conflittuale, sfociò in una lotta sanguinosa da cui nacque, nella seconda metà del secolo XVII e sulla testa di Carlo I Stuart, un'esperienza repubblicana capeggiata da Oliver Cromwell.
Inoltre, essendo l'Inghilterra un paese insulare, per di più dal non eccessivo peso demografico, se paragonato alla Francia e alla Germania, avrebbe avuto enormi difficoltà a mantenere dei contingenti militari sul continente a tutela di eventuali suoi possedimenti. Essa era, invece, altamente interessata al controllo delle rotte commerciali marittime, dovendo assicurarsi gli approvvigionamenti necessari alla propria sopravvivenza.
L'Impero russo, dal canto suo, era ancora confinato ben lontano dall'Europa centro-occidentale, oltre i territori ucraini, ed era tutto proiettato nella conquista delle terre siberiane. L'Italia era saldamente nelle mani della Spagna, che governava sia il Milanese che Napoli attraverso i suoi viceré, mentre la Savoia gravitava decisamente sulla zona d'influenza francese, sia per ragioni geografiche che culturali. Anche i mari erano sotto il controllo completo della Spagna, mentre la Francia, l'Inghilterra e l'Olanda possedevano limitati insediamenti localizzati nell'America del Nord e nell'area caraibica.
L'unica nazione che tentò di opporsi allo strapotere della Spagna fu la Francia di Luigi XIV. Il Re Sole, per sottrarre il suo paese alla morsa territoriale degli Asburgo, esercitò, per tutto l'arco dei 72 anni del suo regno, una forte politica espansionistica, tesa ad acquisire sempre più numerosi e vasti territori, soprattutto verso i propri confini orientali e la pianura padana. Per raggiungere questo obiettivo impegnò sé stesso, la Francia e le casse dello stato in continue, sanguinose e costosissime guerre contro l'Impero.
Per meglio comprendere le vicende legate alle guerre di successione che ebbero luogo nella prima metà del secolo XVIII, si rende necessario approfondire quanto accadde in Europa nella seconda metà del secolo precedente, per mano soprattutto di Luigi XIV re di Francia.

## Il ruolo della Francia
Luigi XIV era salito al trono di Francia all'età di soli cinque anni, alla morte del padre Luigi XIII, nel 1643. A causa della minore età, fu necessaria una "reggenza", assunta dalla madre Anna d'Austria, mentre il cardinale Mazarino fu confermato primo ministro.
In quel momento, sul trono di Spagna sedeva Filippo IV d'Asburgo, fratello della “reggente”; mentre in Inghilterra era in atto la guerra civile tra i lealisti che sostenevano Carlo I Stuart e il Parlamento che si opponeva ai tentativi del Re di instaurare la monarchia assoluta e che si sarebbe conclusa tragicamente con la decapitazione del sovrano e l'instaurazione della Repubblica per mano del Cromwell (1648). L'Impero era nelle salde mani di Ferdinando III d'Asburgo che guidava, assieme al Re di Spagna, la lotta al Protestantesimo che insanguinava l'Europa fin dal 1618 e che, passata alla Storia come la "Guerra dei trent'anni", si sarebbe conclusa cinque anni più tardi con la sottoscrizione della Pace di Vestfalia.
Dichiarato maggiorenne a 14 anni, due anni dopo, cioè nel 1654, venne incoronato nella cattedrale di Reims.
Dopo una lunga guerra con la Spagna, Re Luigi sottoscrisse nel 1659 la Pace dei Pirenei e l'anno successivo, fedele ai patti, sposò sua cugina l'infanta Maria Teresa, figlia di primo letto di Filippo IV, suggellando, in tal modo, la ritrovata pace.
Con la morte del Mazzarino nel 1661, Luigi XIV assunse i pieni poteri e li esercitò per oltre cinquant'anni dopo aver instaurato quell'assolutismo monarchico che si protrarrà fino alla fine del secolo successivo allorquando la Rivoluzione francese provocò il crollo del cosiddetto “ancien Régime” travolgendo anche la dinastia borbonica.
Come detto, l'obiettivo principale di Luigi XIV era quello dell'espansionismo territoriale per contrastare il predominio degli Asburgo. A tal fine iniziò a stringere rapporti diplomatici con gli altri Stati d'Europa, a cominciare da quelli più rappresentativi dell'area germanica, come la Sassonia e il Brandeburgo, con i quali sottoscrisse importanti trattati di alleanza.
Nel 1665, a soli quattro anni, salì sul trono di Spagna l'infante Carlo II d'Asburgo, figlio di secondo letto di Filippo IV, sotto la “reggenza” della madre Maria Anna d'Austria. Cinque anni prima, in Inghilterra, dopo il fallimento della Repubblica, erano ritornati al potere gli Stuart con Carlo II, figlio di quel Carlo I decapitato dal Cromwell dodici anni addietro.
Nel biennio 1667-1668 Re Luigi combatté contro la Spagna la cosiddetta "guerra di devoluzione", mediante la quale cercò di entrare in possesso dei Paesi Bassi spagnoli. Egli riteneva, infatti, che questi territori fossero la dote, non ancora versata, della moglie Maria Teresa, concordata nella Pace dei Pirenei. Più precisamente il Re di Francia interpretava in maniera estensiva un diritto vigente nei Paesi Bassi ma valido soltanto per la proprietà privata, il cosiddetto ius devolutionis. In forza di questo diritto, i beni ereditari paterni andavano in eredità (o devoluti) soltanto ai figli di primo letto. Poiché Maria Teresa era l'unica superstite dei figli di primo letto di Filippo IV, spettava a lei l'assegnazione dei Paesi Bassi quale eredità paterna. Di riflesso la rivendicazione territoriale del Re Sole.
Il disegno di Luigi XIV fu impedito, però, da una alleanza anglo-olandese e da un patto segreto che egli stesso concluse con l'Imperatore Leopoldo I per una spartizione della Spagna e dei suoi possedimenti, qualora Carlo II fosse morto senza eredi. La “guerra di devoluzione” si concluse con la Pace di Aquisgrana (1668) mediante la quale la Francia rinunciava alla Franca Contea ma conservava alcune piazzeforti nelle Fiandre.

## Il patto segreto tra Francia e Austria

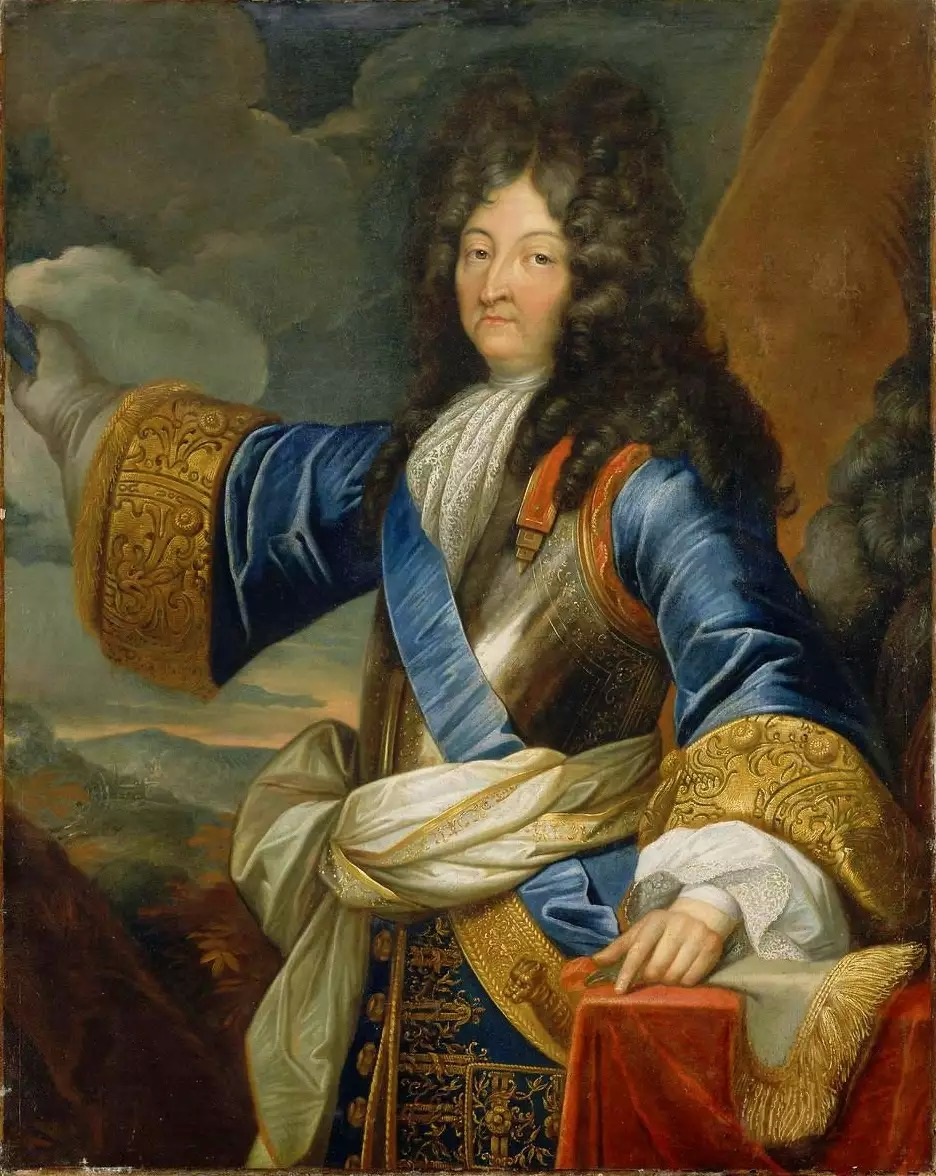
Luigi XIV di Borbone

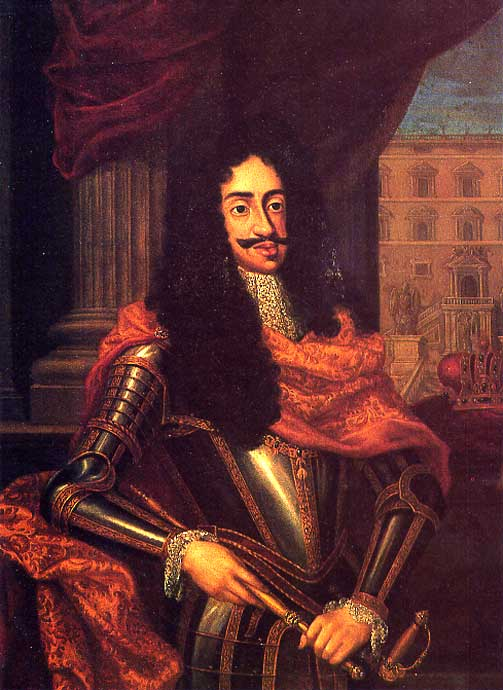
Leopoldo I d'Asburgo

Il patto segreto prevedeva che qualora Carlo II fosse morto senza figli, il suo regno sarebbe stato diviso tra la Francia e l'Austria. In particolare, la Francia avrebbe ottenuto i Paesi Bassi spagnoli, la Franca Contea, la Navarra, l'Italia settentrionale, il Regno di Sicilia e quello di Napoli, i possedimenti in Africa settentrionale e le Filippine. L'Austria avrebbe ottenuto la Spagna e le isole del Mediterraneo, compreso la Sardegna, nonché tutti i possedimenti americani.
L'accordo si presentava favorevole per entrambi. La Francia avrebbe riavuto quei territori cui aspirava da sempre, cioè la Navarra e il Regno di Napoli, retaggi, rispettivamente, borbonico e angioino. Avrebbe avuto, inoltre, i Paesi Bassi e l'Italia settentrionale che, unitamente al resto d'Italia, avrebbe costituito una barriera più che solida verso i paesi germanici e un eventuale tentativo di espansionismo imperiale. Ma l'accordo era favorevole anche all'Austria che, attraverso gli Asburgo, manteneva il trono di Spagna e manteneva, altresì, tutti i possedimento d'oltre atlantico con le loro ricchezze.
Luigi XIV aveva ancora, però, un altro obiettivo, il ridimensionamento della potenza economica olandese che, tra l'altro, si fondava sul monopolio dei traffici marittimi da essi detenuti unitamente agli inglesi. Dopo essere riuscito a staccare sia la Svezia che l'Inghilterra dai Paesi Bassi, scatenò una nuova guerra contro quest'ultima, nel 1672, che ebbe una durata di ben sei anni e si concluse con il completo fallimento dell'impresa francese. L'invasione dei Paesi Bassi, infatti, non solo non si realizzò, ma la politica aggressiva della Francia ebbe come conseguenza la formazione di una nuova alleanza proprio tra i Paesi Bassi, la Spagna, l'Imperatore e alcuni stati tedeschi.
Infine, il matrimonio di Guglielmo III d'Orange con Maria II Stuart, nipote di Carlo II Stuart ed erede al trono d'Inghilterra, diede il colpo di grazia ai disegni espansionistici di Re Luigi. La guerra si chiuse nel 1678 con la Pace di Nimega, mediante la quale la Francia ottenne, comunque, la restituzione della Franca Contea oltre ad alcuni territori nei Paesi Bassi meridionali e in Alsazia.
Il Borbone, però, nonostante le sconfitte, non depose affatto le proprie mire espansionistiche. Cogliendo l'occasione di un rallentamento della pressione imperiale nell'Europa centrale da parte dell'Imperatore Leopoldo, impegnato ad arrestare l'avanzata dei turchi verso Vienna, Luigi XIV aprì un nuovo conflitto con la Spagna che si concluse nel 1683 con la tregua di Ratisbona, la quale sancì tutte le conquiste raggiunte dalla Francia nel corso dei precedenti conflitti, compreso il Lussemburgo e la Lorena. La politica espansionistica del Re Sole aveva dato i suoi frutti.
Luigi XIV, trovandosi, ora, al vertice della sua potenza, divenne più audace e in un rigurgito di cattolicesimo integralista, revocò l'Editto di Nantes (libertà di culto per tutte le confessioni religiose), provocando, nel 1686, una alleanza difensiva tra tutti gli Stati tedeschi, cui diede la propria adesione anche l'Imperatore. L'alleanza prese il nome di “Lega di Augusta”.

## La guerra alla Lega di Augusta
Questa alleanza indusse Luigi XIV a commettere un grave errore di valutazione politico-militare. Temendo, infatti, di essere seriamente minacciato dalla coalizione germanica, egli iniziò, nel 1688, una guerra contro la Lega, trascurando completamente i Paesi Bassi, cosicché Guglielmo d'Orange poté tranquillamente prendere possesso del suo nuovo regno in Inghilterra e cementare ancor più l'alleanza anglo-olandese sia sul piano politico-militare che su quello religioso.
La guerra durò ben nove anni, fu durissima e si concluse, per il Borbone, con un completo fallimento su tutti i fronti. La Francia non solo non riuscì a prevalere sulla Lega, ma, avendo dato, di fatto, via libera a Guglielmo in Inghilterra, questi, forte del disinteresse di Luigi XIV per la sua persona e le vicende legate alla successione inglese, ripristinò anche il culto anglicano a danno sia dei cattolici che dei protestanti.
L'errore di valutazione del Re di Francia fu talmente eclatante che si ritrovò di fronte una alleanza tra la Lega, l'Inghilterra e l'Olanda, vincente su tutti i fronti: per terra attraverso la potenza degli eserciti imperiali e per mare attraverso la netta supremazia delle flotte congiunte anglo-olandesi.
La Francia non fu più in grado di sostenere il conflitto e fu costretta a sottoscrivere la Pace di Ryswick nel 1697. Le clausole del trattato furono severe per Re Luigi. Dovette, infatti, rinunciare al Lussemburgo e alla Lorena, oltre a vari territori ubicati ad Ovest del Reno, ma conservò la Franca Contea. Dovette anche acconsentire a che gli olandesi fortificassero il confine con la Francia e riconoscere Guglielmo III d'Orange quale Re d'Inghilterra.
Ma la fine del XVII secolo vide anche altre novità, soprattutto nel campo dell'economia. Nel 1664 fu fondata la Banca di Svezia; nel 1674 la Banca di Stato francese e nel 1694 la Banca d'Inghilterra. La Svezia, addirittura, già dal 1661 aveva cominciato ad emettere biglietti di credito. Tutto ciò significava che l'economia non si basava più soltanto sullo scambio della moneta, ma anche sulle transazioni per titoli di credito. Questa novità diede un notevole impulso alle economie dei maggiori stati europei, con la conseguenza di accendere ancor più gli appetiti territoriali dei monarchi.

## Il tramonto degli Asburgo di Spagna
Questa era la situazione geo-politica dell'Europa sul finire del XVII secolo. In questo quadro di grande fermento economico, politico e militare, le maggiori potenze quali la Francia, l'Inghilterra, i Paesi Bassi e l'Austria asburgica, avevano cominciato a guardare con molta attenzione alle vicende della Spagna, sul cui trono sedeva un sovrano, Carlo II d'Asburgo, rachitico e malaticcio che, nonostante due mogli, Maria Luisa d'Orleans e Maria Anna di Neuberg, non riusciva a procreare. Inoltre, a causa della salute molto cagionevole, tutto lasciava presupporre una sua imminente fine, che avrebbe certamente lasciato vacante il trono della più grande monarchia europea.
Questa situazione destava, ovviamente, i desideri da parte di più dinastie che, in qualche modo, vantavano diritti di successione per effetto di legami di parentela più o meno stretti. Le dinastie maggiormente interessate a conquistare quanto il morente Re stava per lasciare erano, ovviamente, quelle regnanti in Francia e in Austria che dimostravano di avere i rapporti di parentela più stretti con Carlo II.
Luigi XIV avanzava pretese in quanto aveva sposato Maria Teresa, unica superstite dei figli di primo letto di Filippo IV e, quindi, sorellastra di Carlo II. L'Imperatore Leopoldo I avanzava pretese in quanto non solo esponente della stessa dinastia Asburgo regnante in Spagna, ma anche perché aveva sposato Margherita Maria Teresa, figlia di secondo letto di Filippo IV e sorella maggiore di Carlo II.
Con Carlo II ancora in vita, le cancellerie degli Stati interessati iniziarono intense consultazioni diplomatiche al fine di definire un progetto di spartizione che non alterasse gli equilibri geopolitici in Europa e, contemporaneamente, non alterasse neppure le economie dei singoli Stati.

## Ipotesi di spartizione del Regno di Spagna
Dopo il patto segreto, di cui si è parlato innanzi, stipulato tra Luigi e Leopoldo nel 1668 per la spartizione della Spagna e dei suoi possedimenti e che non ebbe alcun seguito, si pervenne ad una prima ipotesi di spartizione, sottoscritta il 1º ottobre 1698 a l'Aja, tra la Spagna, la Francia e l'Austria.
Gli accordi sottoscritti all'Aja prevedevano di assegnare:
- al Duca di Baviera, Giuseppe Ferdinando, discendente di Leopoldo:

1. la Spagna
2. i Paesi Bassi
3. le colonie americane

- a Filippo d'Angiò, nipote di Luigi XIV:

1. il regno di Napoli
2. il regno di Sicilia
3. il Marchesato di Finale
4. lo Stato dei Presidii in Toscana (Orbetello, Talamone, Porto Ercole, Porto Santo Stefano, Argentario, Elba, Porto Longone)

- all'arciduca Carlo, secondogenito di Leopoldo ma non erede al trono d'Austria:

1. il ducato di Milano

La morte prematura del Duca di Baviera, però, diede luogo ad un secondo accordo di spartizione, sottoscritto nel mese di marzo del 1700, in forza del quale si convenne di assegnare:
- all'arciduca Carlo:

1. la Spagna
2. i Paesi Bassi
3. le colonie americane

- a Filippo d'Angiò:

1. i Regni di Napoli, Sicilia e Sardegna
2. lo stato dei Presidii
3. la Lorena

## Il ruolo della Chiesa di Roma
La Storia ci dice che neppure questo secondo accordo andò a buon fine, quasi certamente per le incertezze dello stesso giovane Re di Spagna circa il futuro del proprio regno. Carlo II, infatti, era afflitto da molte indecisioni. Innanzi tutto non sapeva se destinare il proprio regno integralmente ad un unico erede oppure frazionarlo ed assegnarlo a due o più eredi. Inoltre, nel caso in cui avesse deciso di assegnare il regno nella sua interezza ad un unico erede, era indeciso se questi dovesse essere un Borbone o un Asburgo.
Stando così le cose, presumibilmente nell'estate del 1700, pensò bene di chiedere un parere illuminato al Pontefice, Innocenzo XII, al secolo Antonio Pignatelli. A seguito della richiesta, il Papa ritenne opportuno consigliare il monarca non solo a non smembrare il Regno e i suoi possedimenti, ma anche a stilare un testamento con il quale egli manifestasse l'intenzione di nominare suo successore un Borbone e non un Asburgo.
Nel consigliare ciò, il Pontefice dovette, presumibilmente, ragionare in termini di strategia globale. Innanzitutto dovette ritenere che la Spagna e le sue ricchezze d'oltremare, nelle mani degli Asburgo di Vienna, avrebbero portato alla ricostituzione di quel grande Impero che, nel passato, era stato di Carlo V, ma che, a differenza di quanto accaduto circa due secoli prima, stavolta avrebbe avuto di fronte Stati molto forti, sia militarmente che finanziariamente, come l'Inghilterra, i Paesi Bassi e la stessa Francia. La qual cosa sarebbe stata destabilizzante per il mantenimento del già difficile equilibrio sia sul continente che sui mari.
Ma un'altra ragione, quasi certamente, dovette spingere il Papa a consigliare il giovine Carlo in tal senso, seppur di minore importanza rispetto alle problematiche legate alle grandi potenze. Se, cioè, tutta la Spagna e i suoi possedimenti fossero passati nelle mani degli Asburgo di Vienna, lo Stato Pontificio si sarebbe trovato territorialmente compresso in una morsa asburgica. Con il rischio più che fondato che l'Austria potesse tentare di unificare la penisola italiana in un unico Stato, facendo sparire, in tal modo, lo Stato della Chiesa e cancellando, di fatto, il potere temporale dei Pontefici di Roma.

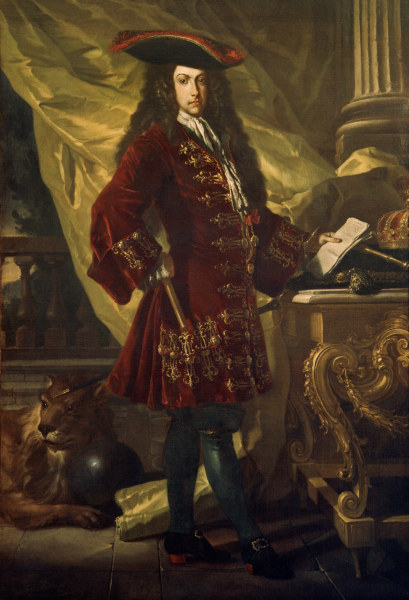
Carlo VI d'Asburgo, come re di Spagna col nome di Carlo III

## La disposizione testamentaria di Carlo II
Re Carlo II, cosciente della propria imminente fine, diede ascolto al consiglio del Papa e nominò suo successore il Duca Filippo d'Angiò, nipote di Luigi XIV, al quale assegnava, integralmente, la Spagna e tutti i suoi possedimenti. Carlo II, nel suo testamento, pose come unica condizione che il trono di Spagna non avrebbe mai dovuto essere unito al trono di Francia.
Poiché nessuna delle grandi potenze d'Europa ebbe a condividere la scelta dell'ultimo sovrano asburgico di Spagna, che sostenevano le pretese di Carlo III d'Asburgo, fu giuocoforza il ricorso alle armi. Si apriva, così, il primo grande conflitto nell'Europa del XVIII secolo che va sotto il nome di “guerra di successione spagnola” e che vide schierati da una parte la Francia e la Spagna e dall'altra l'Inghilterra, i Paesi Bassi, l'Impero, la Prussia, il Portogallo e la Savoia.

## Conseguenze
Al termine della guerra di successione spagnola, secondo i termini del trattato di Utrecht (1713) e della pace di Rastatt (1714) l'Impero spagnolo venne spartito tra potenze maggiori e minori: gli austriaci ricevettero gran parte dei territori spagnoli, ma Filippo mantenne la Spagna peninsulare e l'America spagnola dove, dopo aver rinunciato ai propri diritti sulla corona francese, regnò col nome di Filippo V, mantenendo così il bilanciamento tra le potenze europee. Ma i conflitti erano destinati a riaccendersi.
Nell'anno 1733, moriva Federico Augusto I di Sassonia, Re eletto di Polonia. Infine, nel 1740 moriva, senza lasciare discendenti maschi, Carlo VI d'Asburgo, Arciduca d'Austria e Imperatore del Sacro Romano Impero.
Esse si chiusero tutte con un ridisegno delle zone d'influenza delle potenze impegnate nei conflitti, fino alla conclusione della guerra di successione austriaca che ebbe a determinare, nell'anno 1748, lo spostamento definitivo del predominio in Europa verso l'Inghilterra e il temporaneo ridimensionamento della potenza asburgica.